# Newtonia amphichroa
La newtonia di Tulear (Newtonia amphichroa Reichenow, 1891) è un uccello della famiglia Vangidae, endemico del Madagascar.